# Badeljka
Badeljka (badelj; lat. Tyrimnus), monotipski biljni rod iz porodice glavočika. Jedina vrsta je bielopjegava badeljka, poznata i kao išarani badelj.
To je mediteranska biljka suhih pjeskovita i kamenita staništa, voli goleti, pustare i ledine, rubove cesta, vinograde i maslinike. Javlja se na visinama od 0-700 metara. Naraste između 20 i 60 cm visine. Plod je ahenij, oko 4 mm, crnocrvene boje; papus oko 12 mm.; vanjski cvjetići su obično sterilni
- Tyrimnus leucographus, Francuska
- Tyrimnus leucographus
- Tyrimnus leucographus

## Sinonimi
- Acarna leucographa (L.) Hill; Hort. Kew. 59 (1768)
- Carduus leucographus L.; Sp. Pl. 820 (1753)
- Cirsium maculatum Lam.; Fl. Franc. 2: 22 (1779)
- Cnicus leucographus (L.) Roth; Ann. Bot. (Usteri) 8: 8 (1794)
- Tyrimnus leucographus var. cavillieri Briq.; Annuaire Conserv. Jard. Bot. Genève 9: 181 (1905)